# Comtat d'Haro
El comtat d'Haro és un títol nobiliari espanyol creat el 1430 per Joan II de Castella i concedit a Pedro Fernández de Velasco, cambrer del monarca i fill del també cambrer del rei Enric III. El títol fa referència a la població d'Haro (La Rioja).
El 1473, Enric IV va concedir al segon comte d'Haro el rang de conestable de Castella, títol que va quedar lligat de forma hereditària als Fernández de Velasco, comtes d'Haro. Pel que fa a la gestió dels dominis i patrimoni que va mantenir al llarg dels segles la família, és d'esment que el primer comte va fundar el 14 d'abril de 1458 un majorat, amb el qual va establir un sistema de successió agnatícia de forma rigorosa, al qual s'hi van sumar les terres del ducat de Frías, creat en la persona del tercer comte d'Haro, Bernardino Fernández de Velasco el 1492, a més d'altres, incorporades a la casa nobiliària a través de matrimonis i successions.
El comtat va romandre en mans de la família Fernández de Velasco, fins a l'extinció de la línia masculina el 1986. La successió va passar als ducs d'Escalona.
|    | Nom                                            | Període   | Parentiu |
| -- | ---------------------------------------------- | --------- | -------- |
| 1  | Pedro Fernández de Velasco y Solier            | 1430-1470 |          |
| 2  | Pedro Fernández de Velasco y Manrique          | 1470-1492 | Fill     |
| 3  | Bernardino Fernández de Velasco y Mendoza      | 1492-1512 | Fill     |
| 4  | Íñigo Fernández de Velasco y Mendoza           | 1512-1528 | Germà    |
| 5  | Pedro Fernández de Velasco y Tovar             | 1528-1559 | Fill     |
| 6  | Íñigo Fernadez de Velasco y Téllez-Girón       | 1559-1585 | Nebot    |
| 7  | Juan Fernández de Velasco y Tovar              | 1585-1613 | Fill     |
| 8  | Bernardino Fernández de Velasco y Cardona      | 1613-1652 | Fill     |
| 9  | Íñigo Fernández de Velasco y Guzmán            | 1652-1696 | Fill     |
| 10 | José Fernández de Velasco y Carvajal           | 1696-1713 | Nebot    |
| 11 | Bernardino Fernández de Velasco y Benavides    | 1713-1727 | Fill     |
| 12 | Agustín Fernández de Velasco y Bracamonte      | 1727-1741 | Fill     |
| 13 | Bernardino Fernández de Velasco y Pimentel     | 1741-1771 | Fill     |
| 14 | Martín Fernández de Velasco y Pimentel         | 1771-1776 | Fill     |
| 15 | Diego Fernández de Velasco y Pacheco           | 1776-1811 | Nebot    |
| 16 | Bernardino Fernández de Velasco y Enríquez     | 1811-1851 | Fill     |
| 17 | José María Fernández de Velasco y Jaspe        | 1851-1888 | Fill     |
| 18 | Bernardino Fernández de Velasco y Balfé        | 1888-1916 | Fill     |
| 19 | Guillermo Fernández de Velasco y Balfé         | 1916-1937 | Germà    |
| 20 | José Fernández de Velasco y Sforza             | 1937-1986 | Fill     |
| 21 | Francisco de Borja de Soto y Moreno-Santamaría | 1999~     |          |